# Kasachische Akademie der Wissenschaften

Gebäude der Kasachischen Akademie der Wissenschaften in Almaty

Die  Nationale Akademie der Wissenschaften der Republik Kasachstan (kasachisch Қазақстан Республикасының Ұлттық Ғылым академиясы Qasaqstan Respublikassynyng Ulttyq Ghylym akademijassy, russisch Национальная академия наук Республики Казахстан Nazionalnaja akademija nauk Respubliki Kasachstan) ist die staatliche Akademie der Wissenschaften in Kasachstan.
Der Akademie ist unter anderem das Astrophysikalische Institut Fessenkow untergeordnet.

## Geschichte
Die Geschichte der Institution geht zurück auf die Etablierung einer Außenstelle der Akademie der Wissenschaften der UdSSR in Kasachstan 1932. Die Außenstelle umfasste die Fachbereiche Botanik und Zoologie. Im November 1938 wurde diese Außenstelle in eine Zweigstelle der  sowjetischen Akademie der Wissenschaften umgewandelt.
Im August 1944 beschloss die Führung der kasachischen Sowjetrepublik die Gründung einer eigenen Akademie der Wissenschaften voranzutreiben. Am 1. Juni 1946 wurde schließlich die Akademie der Wissenschaften der Kasachischen SSR gegründet. Zum ersten Präsidenten der Akademie wurde der Geologie Qanysch Sätbajew gewählt. In der folgenden Zeit wurde die Einrichtung weiter vergrößert und um weitere Institute und Fachbereiche erweitert. Anfang der 1980er Jahre umfasste die Akademie insgesamt 31 wissenschaftliche Einrichtungen.
Am 11. März 1996 wurde die kasachische Akademie der Wissenschaften, die Kasachische Akademie für Agrarwissenschaften und das Ministerium für Wissenschaft und neue Technologien zu einer einzigen Behörde zusammengefasst, dem Ministerium für Wissenschaft – Akademie der Wissenschaften der Republik Kasachstan. Drei Jahre später wurde die Akademie der Wissenschaften vom Ministerium wieder getrennt.

## Gebäude
Seit 1953 befindet sich in ihrem jetzigen Gebäude in der Ul. Schewtschenko 28 in Almaty. Das Gebäude wurde nach den Entwürfen des Architekten Alexei Schtschussew entworfen. Das Gebäude ist ein typischer Bau des späten sozialistischen Klassizismus, allerdings bedient er sich einiger orientalischer Formen.

## Präsidenten
Präsidenten der Akademie der Wissenschaften der kasachischen SSR (1946–1993) und der Nationalen Akademie der Wissenschaften Kasachstans (seit 1993).
| Nr. | Name                    | Lebensdaten | Amtszeit (Beginn) | Amtszeit (Ende) |
| --- | ----------------------- | ----------- | ----------------- | --------------- |
| 1   | Qanysch Sätbajew        | 1899–1964   | 1946              | 1952            |
| 2   | Dinmuchamed Kunajew     | 1912–1993   | 1952              | 1955            |
| 3   | Qanysch Sätbajew        | 1899–1964   | 1955              | 4. Apr. 1964    |
| 4   | Schapyq Schokin         | 1912–2003   | 4. Apr. 1964      | 27. Feb. 1967   |
| 5   | Schachmardan Jessenow   | 1927–1994   | 27. Feb. 1967     | 15. Apr. 1974   |
| 6   | Asqar Qonajew           | 1929–1939   | 15. Apr. 1974     | 21. Apr. 1986   |
| 7   | Murat Aitchoschin       | 1939–1987   | 21. Apr. 1986     | 10. März 1988   |
| 8   | Ömirsaq Sultanghasin    | 1936–2005   | 10. März 1988     | 2. Feb. 1994    |
| 9   | Kenscheghali Saghadijew | 1938–2020   | 2. Feb. 1994      | 13. März 1996   |
| 10  | Wladimir Schkolnik      | * 1949      | 13. März 1996     | 13. Okt. 1999   |
| 11  | Naghima Aitchoschina    | 1946–2020   | 13. Okt. 1999     | 16. Apr. 2002   |
| 12  | Serikbek Däukejew       | * 1950      | 16. Apr. 2002     | 22. Okt. 2003   |
| 13  | Murat Schurynow         | * 1941      | 22. Nov. 2003     | 12. Apr. 2023   |
| 14  | Künsulu Sakarija        | * 1967      | 12. Apr. 2023     | 24. Jan. 2024   |
| 15  | Aqylbek Kürischbajew    | * 1961      | 24. Jan. 2024     | amtierend       |